# Хрватсько Жарище
45°19′ пн. ш. 15°37′ сх. д. / 45.32° пн. ш. 15.62° сх. д.
Хрватсько Жарище (хорв. Hrvatsko Žarište) — населений пункт у Хорватії, в Карловацькій жупанії у складі громади Крняк.

## Населення
Населення за даними перепису 2011 року становило 35 осіб.
Динаміка чисельності населення поселення: